# Die Männer, die ich liebte
Die Männer, die ich liebte (Originaltitel: Je vous aime) ist ein französisches Filmdrama von Claude Berri mit Catherine Deneuve, Gérard Depardieu und Jean-Louis Trintignant aus dem Jahr 1980.

## Handlung
Alice, eine 35-jährige Liedtexterin, verabschiedet sich von ihrem Partner Claude, der mit seinem Sohn in einem Auto davonfährt. Während sie dem Auto hinterherblickt, schwelgt sie in Erinnerungen:
Als sie zu Weihnachten mit ihrem Auto zu Hause ankommt, wird sie von ihrem derzeitigen Freund Julien sowie von ihrem fast erwachsenen Sohn Jérôme und ihrer kleinen Tochter Sofia begrüßt. An Heiligabend hat sie auch ihre Verflossenen Simon und Patrick auf ein gemeinsames Abendessen eingeladen. Als Simon ankommt, liefert er sich mit Jérôme eine kleine Schneeballschlacht. Alice telefoniert derweil mit Claude und Julien kümmert sich um das Essen. Auch Patrick trifft schließlich mit seiner asiatischen Frau und der gemeinsamen Tochter ein. Patrick begrüßt Alices Tochter Sofia besonders herzlich, denn er ist ihr Vater. Anschließend spielt er für die Kinder den Weihnachtsmann. Während des Essens wird Alice plötzlich nachdenklich und sie zieht sich auf ihr Zimmer zurück. Sie erinnert sich, wie sie Julien einst kennengelernt hat. Sie hatte zusammen mit Patrick Urlaub auf Mauritius gemacht. Während eines Regenschauers sprang das Auto nicht an, worauf Julien, der Chef einer Reiseagentur, ihnen zu Hilfe kam und das Auto anschob. Als Alice in einem Casino Black Jack spielte, trafen sie sich wieder. Nun liegt Alice auf ihrem Bett und weint. Julien findet sie und versucht, sie zu trösten. Sie teilt ihm schließlich mit, dass sie die gemeinsame Beziehung beenden wolle. Ihre Beziehungen halten nie sehr lange, zumeist nur ein paar Monate, aber keinesfalls länger als ein paar Jahre. Mit dem unterwürfigen Julien hat sie es immerhin vier Jahre ausgehalten.
Später am Abend setzt sich Patrick zu Alice vor den Kamin. Sie lernten sich einst kennen, als Patrick als Saxophonist in Simons Band spielte. Später stand er als Rockstar auf der Bühne. Schließlich kam Sofia zur Welt, doch die Beziehung ging letztlich in die Brüche, als Alice Julien kennenlernte. Am nächsten Morgen ist Julien bereits verschwunden. Jérôme findet eine Nachricht von ihm neben Alices Bett. Während Patrick und seine Familie frühstücken, geht Alice zum schlafenden Simon. Er ist Musiker, für den sie einst Liedtexte schrieb. Mit Jérôme hatte Simon oft am Klavier gesessen und musiziert. Im Tonstudio ermutigte er einmal Alice, ebenfalls vor das Mikrofon zu treten und zu singen. Sein Lebenswandel mit seiner Liebe zum Alkohol, zu Zigaretten und schäbigen Bars stellten die Beziehung immer wieder auf die Probe. Sie gerieten häufig in heftige Auseinandersetzungen. Alice versuchte schließlich, sich mit Tabletten umzubringen, und landete im Krankenhaus. Inzwischen kommen sie als Freunde gut miteinander aus. Bevor Patrick mit seiner Frau und seiner Tochter wieder abreist, schneidet ihm Alice die Haare. Am Abend denkt Alice über Claude nach. Er ist ein verwitweter Buchhändler, der seinen Sohn Thomas allein großzieht. Gemeinsam verbrachten sie einen Skiurlaub. Auch die Kinder kamen gut miteinander aus. Mit Claude schien Alice endlich bereit zu sein, eine dauerhafte Beziehung einzugehen. Schließlich erscheint auch Jérômes Vater, der mit seinem Sohn in den Urlaub fährt.
Alice sieht letztlich ein, dass die Beziehung mit Claude sie nicht mehr zufriedenstellt. Wie immer sehnt sie sich nach dem verliebten Gefühl am Anfang einer jeden Beziehung. Sie verabschiedet Claude und Thomas und bleibt allein zurück.

## Hintergrund
Die Männer, die ich liebte spielt auf drei Zeitebenen und wird in Rückblenden erzählt. Der Abschied von Claude am Anfang und am Ende des Films entspricht dabei der Gegenwart. Regisseur Claude Berri versuchte mit dieser Arbeit über seinen Schmerz nach der Scheidung von seiner Frau Anne-Marie hinwegzukommen. Der gemeinsame Sohn Thomas Langmann ist in einer Nebenrolle als Alain Souchons Sohn zu sehen. Sowohl Langmann als auch Souchon, der bis dahin nur als Musiker bekannt war, lieferten mit dem Film ihr Leinwanddebüt. Die Dreharbeiten fanden in Paris und auf Mauritius statt. Der Film wurde zudem zeitgleich mit François Truffauts Filmdrama Die letzte Metro (1980) gedreht, in dem Gérard Depardieu und Catherine Deneuve ebenfalls die Hauptrollen spielten.
Am 17. Dezember 1980 wurde Die Männer, die ich liebte in Frankreich uraufgeführt. In Deutschland wurde der Film knapp 30 Jahre später am 11. Oktober 2010 von ARTE erstmals im deutschen Fernsehen gezeigt.

## Kritiken
„Top besetzte Frauenstudie zum Mitdenken“, befand Cinema. Für Prisma war der Film ein „spaßiger Beziehungsreigen von Altmeister Claude Berri mit prominenter Besetzung“.

## Auszeichnungen
Bei der César-Verleihung 1981 waren Serge Gainsbourg in der Kategorie Beste Filmmusik und Alain Souchon als Bester Nebendarsteller für den César nominiert. Gainsbourg unterlag letztlich Georges Delerues Filmmusik zu François Truffauts Die letzte Metro, während sich Souchon Jacques Dufilho in Der ungeratene Sohn geschlagen geben musste.

## Deutsche Fassung
Die deutsche Synchronfassung entstand 2010 für die deutsche Erstausstrahlung im Fernsehen durch die Interopa Film GmbH. Für das Dialogbuch und die Synchronregie war Joachim Kunzendorf verantwortlich.
| Rolle          | Darsteller             | Synchronsprecher      |
| -------------- | ---------------------- | --------------------- |
| Alice          | Catherine Deneuve      | Katharina Koschny     |
| Julien Tellier | Jean-Louis Trintignant | Oliver Siebeck        |
| Patrick        | Gérard Depardieu       | Nicolas Böll          |
| Simon          | Serge Gainsbourg       | Claudio Maniscalco    |
| Claude         | Alain Souchon          | Viktor Neumann        |
| Victor         | Christian Marquand     | Marcus Off            |
| Dorothée       | Isabelle Lacamp        | Simone Kabst          |
| Jérôme         | Igor Schlumberger      | Wanja Gerick          |
| Dominique      | Dominique Besnehard    | Matthias Scherwenikas |
| Thomas         | Thomas Langmann        | David Kunze           |
| Marius         | Delphine Nicou         | Celina Gaschina       |
| Sofia          | Vanessa Guyomard       | Sarah Kunze           |
| Nejma          | Nejma Sipkin           | Wicki Kalaitzi        |